# Эскина, Елена Михайловна
Елена Михайловна Эскина (30 марта 1976, Москва, СССР) — российский судья по хоккею на траве. Одна из арбитров на Олимпийских играх 2012 и 2016 года.

## Биография

### Игровая карьера
Играть в хоккей на траве начала в возрасте 9 лет. До этого занималась волейболом, настольным теннисом и другими видами спорта, а также музыкой. Однако позже выбрала именно хоккей. В 1992 и 1996 году выступала за сборную России на молодёжном чемпионате Европы. В 1999 году была вызвана во взрослую сборную России для участия в чемпионате Европы, но была вынуждена отказаться из-за беременности. В 2000 году приняла решение завершить игровую карьеру.

### Судейская карьера
В 2002 году Елена была приглашена для работы в качестве судьи на матчи чемпионата России. После чего, ответственная за судейство в России Раиса Филимонова решила отправить судью на Турнир шести наций в Японию, где Елена отсудила свой первый международный матч между сборными Германии и Австралии (2:2).
В июне 2015 года, в рамках полуфинальной стадии Мировой лиги, отсудила свой 100 матч, за что получила награду «Золотой свисток», став 38 обладательницей этой награды.
В ходе своей карьеры Елена принимала участие во многих международных турнирах, среди которых:
- Олимпийские игры: 2012[2], 2016[3]
- Чемпионат мира: 2010[4], 2014[5]
- Чемпионат Европы: 2009, 2011, 2013[6]
- Чемпионат мира по индорхоккею: 2007[7], 2011[8], 2015[9], 2018[10]

## Достижения
- Лучший судья России: 2004[11], 2005[12], 2009[13]
- «Золотой свисток» (100 международных матчей): 2015[14]

## Личная жизнь
Сын Андрей (р. 1999).